# Altenbrück (Osterholz-Scharmbeck)
Altenbrück ist ein Ortsteil der Stadt Osterholz-Scharmbeck im Landkreis Osterholz in Niedersachsen.

## Geschichte
Altenbrück wurde im Rahmen der Moorkolonisierung des Teufelsmoores im Jahr 1760 gegründet. Im Jahr 1789 wird angegeben, dass der Ort über zehn Häuser verfüge, in denen 59 Einwohner, darunter 35 Kinder, lebten. Im Jahr 1910 hatte der Ort 54 Einwohner.

## Gebäude
Denkmalgeschützte Moorhöfe in der Hammeniederung, die nach der Moorkolonisation im 18. Jahrhundert entstanden:
- Hofanlage Altenbrücker Straße 1 von um 1760 in Fachwerk
- Hofanlage Altenbrücker Straße 4 von 1870 in Fachwerk
- Hofanlage Altenbrücker Straße 5 von 1767 in Fachwerk
- Scheune Altenbrücker Straße 6 aus der zweiten Hälfte des 18. Jahrhunderts in Fachwerk